# Celebophlebia
Genre
Celebophlebia est un genre de libellules de la famille des Libellulidae (sous-ordre des Anisoptères, ordre des Odonates).

## Liste des espèces
Selon GBIF (2 septembre 2023) :
- Celebophlebia carolinae van Tol, 1987
- Celebophlebia dactylogastra Lieftinck, 1936

## Systématique
Le nom valide complet (avec auteur) de ce taxon est Celebophlebia Lieftinck (d), 1936.